# Wuustwezel
Wuustwezel – miejscowość i gmina (gemeente) w Belgii, w Regionie Flamandzkim, w prowincji Antwerpia, w okręgu Antwerpia. 1 stycznia 2024 roku zamieszkana przez 21 794 osoby.

## Demografia
| Rok                | 1806  | 1880  | 1900  | 1930  | 1970   | 1990   | 2020   | 2024   |
| ------------------ | ----- | ----- | ----- | ----- | ------ | ------ | ------ | ------ |
| Liczba mieszkańców | 2.787 | 4.299 | 4.877 | 7.217 | 11.133 | 14.893 | 21.213 | 21.794 |

## Podział administracyjny
W skład gminy wchodzi jedna dzielnica (deelgemeente):
- Loenhout